# Loop
Loop — метеорит-хондрит масою  грам.